# ヤニック・アニエル
ヤニック・アニエル（Yannick Agnel, 1992年6月9日 - ）は、フランスの元競泳選手。フランス南部ニーム出身。オリンピックと世界選手権の金メダリスト。

## 経歴
2011年、上海世界選手権で400m6位、200m5位入賞を果たし、800mフリーリレーでは銀メダルを獲得する。
2012年ロンドンオリンピックでは200mと400mフリーリレーで金メダル、800ｍフリーリレーで銀メダルを取る活躍を見せる。
2013年、バルセロナ世界選手権では200mと400mフリーリレーで金メダリル、800ｍフリーリレーで銀メダルを獲得した。
2014年には練習拠点をアメリカに移すが、アニエルには合わず成績を落とした。
2016年のリオデジャネイロオリンピック後に、引退を発表。
2021年12月、未成年女性へのレイプ行為により逮捕されたと仏メディアに報じられた。